# Saulius Skvernelis
Saulius Skvernelis (Kaunas, Lituània, 23 de juliol de 1970) és un polític lituà, va ser Primer Ministre de Lituània entre els anys 2016 i 2020.

## Formació i primers anys
Skvernelis es va graduar per la Universidad Técnica Gediminas de Vilnius (VGTU) el 1994 i va començar a treballar a l'Acadèmia de Policia de Lituània, ara Universitat Mykolas Romeris.
El 1998 Skvernelis començar la seva carrera en el sistema d'aplicació de la llei de Lituània, treballant com a inspector de policia de trànsit a la Municipalitat del Districte de Trakai. Gradualment ascendint a través de les files, es va convertir en comissionat general de la policia lituana el 7 de març del 2011.

## Carrera política
El 5 de novembre de 2014, la presidenta Dalia Grybauskaitė va designar a Skvernelis com a Ministre d'Interior, i el parlament va confirmar la seva designació l'11 de novembre. Skvernelis va reemplaçar a Dailis Alfonsas Barakauskas en el lloc. Va ser nominat al càrrec pel partit Ordre i Justícia, que formaven part de la coalició governant, tot i no ser membre del partit.
Durant 2015 i 2016, Skvernelis es va convertir en un dels polítics més populars de Lituània. El març del 2016, Skvernelis va anunciar que participaria en les eleccions al Seimas de l'octubre com a independent però el seu nom apareixia a la llista electoral de la Unió Lituana d'Agricultors i Verds, un partit amb només un seient al parlament sortint. Com a resultat, es va veure obligat a dimitir com a ministre de l'interior, per a ser reemplaçat per Tomas Žilinskas.

### Primer ministre
Com a líder de la seva llista electoral, Skvernelis va portar a la Unió Lituana d'Agricultors i Verds a una victòria sorprenent en les eleccions del 2016. El partit va obtenir el 22,45% dels vots vàlids en l'electorat nacional, quedant en segon lloc, però va acabar amb 54 dels 141 escons al Seimas, gràcies a les sòlides actuacions en els districtes uninominals. Skvernelis fou escollit pel Seimas en la circumscripció d'un sol membre de Karoliniškės, a la capital Vílnius. En les subsegüents negociacions de coalició entre la Unió Lituana d'Agricultors i Verds i el Partit Socialdemòcrata de Lituània, es va acordar que Skvernelis es convertiria en el primer ministre de Lituània. Finalment, va ser nomenat Primer Ministre per la presidenta Dalia Grybauskaitė el 22 de novembre de 2016 i confirmat pel Seimas el 13 desembre 2016.
El LSDP es va dividir en 2017 a causa del desacord sobre la participació al govern, i alguns dels seus parlamentaris van formar el Partit Socialdemòcrata Laborista de Lituània (LSDDP) amb membres del Partit del Treball. En mancar de recolzament al Parlament, el govern va aprovar una nova coalició amb Ordre i Justícia (TT) 5 de juliol de 2019, que va durar només dos mesos, ja que el TT es va dissoldre el 10 de setembre de 2019. L'Acció Electoral dels Polonesos a Lituània i el grup parlamentari "Per al Benestar de Lituània" format per antics membres del TT, es van unir a la coalició, tanmateix, Skvernelis només va conservar la majoria durant quatre mesos: el 13 de gener de 2020, el grup parlamentari "Per al benestar de Lituània" es va dissoldre i el 7 de maig de 2020, la Unió Cristiana va expressar el seu suport al govern.